# مائة من عظماء أمة الإسلام غيروا مجرى التاريخ
مائة من عظماء أمة الإسلام غيروا مجرى التاريخ هو كتاب من تأليف الكاتب والباحث الفلسطيني جهاد الترباني، يتحدث عن 100 عظيم من عظماء الإسلام بعد الأنبياء، ويسلّط الضوء على عظماء الإسلام بالمفهوم الشامل (الاستسلام لله واتباع أوامره) وعظماء ما بعد وفاة النبي محمد صلى الله عليه وسلم إلى يومنا هذا مروراً بالخلافة الراشدة والخلافة الأموية والخلافة العباسية والخلافة العثمانية والمماليك والأيوبيين إلى يومنا هذا.

## فكرة الكتاب وقصته
يقول الكاتب جهاد الترباني أنه كتب هذا الكتاب نظراً للكتاب الذي كتبه الكاتب الأمريكي مايكل هارت والذي يتحدث عن مائة عظيم أثروا في التاريخ والعالم البشري وكان على رأس تلك القائمة النبي محمد بن عبد الله صلّى الله عليه وسلّم وبعض المجرمين والسفاحين في العالم أمثال جنكيز خان وأدولف هتلر وكان أيضاً على رأس تلك القائمة غوتاما بوذا والذي زعم المؤلف الأمريكي مايكل هارت أنه أثر في التاريخ بالرغم أن أتباعه لم يعادلوا نصف أتباع النبي محمد صلّى الله عليه وسلّم ونهايته أنه انتحر بأحد كهوف آسيا وهي من وجهة نظر المؤلف جهاد الترباني أن بوذا لا يستحق أن يكون ممن أثروا في التاريخ.
وجاءت الفكرة أن يؤلف كتاباً يتحدث عن العظماء المسلمين الذين غيروا مجرى التاريخ مرورا بالصحابة والتابعين والخلفاء ومن بعدهم من عربٍ أو عجم أو بربر وغيرهم إلى يومنا هذا.
وقد انتشر الكتاب انتشاراً قوياً في العالم العربي بالتحديد ما بين عامي 2014 - 2015 وبالرغم أن الكتاب قد كُتب ونشر بعام 2010.

## قائمة الشخصيات المذكورة
- 1 - العظيم الأول في أمة الإسلام أبو بكر الصديق
- 2 - فاتح مصر والشام عمر بن الخطاب
- 3 - السيدة هاجر
- 4 - أرطبون العرب عمرو بن العاص
- 5 - الجندي المجهول في أمة الإسلام النجاشي أصحمة بن أبجر
- 6 - الصحابة
- 7 - البدريين
- 8 - حواري رسول الله الزبير بن العوام
- 9 - طلحة بن عبيد الله
- 10 - مدمر دولة الصفويين سليم الأول
- 11 - عمالقة البحرية الإسلامية الأخوان بربروسا (خير الدين بربروس - عروج بربروس)
- 12 - سليمان القانوني
- 13 - سليمان الحلبي
- 14 - عملاق الجزائر الأمير عبد القادر الجزائري
- 15 - الإمام عبد الحميد بن باديس
- 16 - البربر الأمازيغ
- 17 - طارق بن زياد
- 18 - القائد العابد موسى بن نصير
- 19 - القائد الذكي خالد بن الوليد
- 20 - القائد الأعلى للقوات الإسلامية المقاتلة أبو عبيدة بن الجراح
- 21 - الغلام المجهول
- 22 - القائد الميداني لوحدة الموت الإسلامية عكرمة بن أبي جهل
- 23 - الصحابي الجليل أبو سفيان بن حرب
- 24 - كبير أساقفة الإمبراطورية الرومانية صغاطر
- 25 - أنسيلم تورميدا عبد الله المايوركي
- 26 - الباحث عن السعادة سلمان الفارسي
- 27 - آريوس
- 28 - أسد الصحراء عمر المختار
- 29 - كاسر ضلع كسرى عمر بن الخطاب
- 30 - عملاق التوحيد زيد بن عمرو
- 31 - قائد سلاح الفرسان الإسلامي سعيد بن زيد
- 32 - صقر اليمامة زيد بن الخطاب
- 33 - آريوس أمة محمد الإمام محمد بن عبد الوهاب
- 34 - مؤسس جماعة المرابطين عبد الله بن ياسين
- 35 - فاتح قارة أفريقيا أبو بكر بن عمر اللمتوني
- 36 - العزيز في زمن الذلة المتوكل على الله بن الأفطس
- 37 - زعيم إمبراطورية المرابطين يوسف بن تاشفين
- 38 - عبد الرحمن الناصر
- 39 - أصحاب الملابس البيضاء بنو أمية
- 40 - الهدف رقم واحد لغزاة التاريخ عثمان بن عفان
- 41 - خال المؤمنين معاوية بن أبي سفيان
- 42 - البطل علي بن أبي طالب
- 43 - خامس الخلفاء الراشدين الحسن بن علي
- 44 - الغازي الأول للقسطنطينية يزيد بن معاوية
- 45 - أسد القسطنطينية أبو أيوب الأنصاري
- 46 - صاحب بشارة رسول الله صلى الله عليه وسلم محمد الفاتح
- 47 - مراد الثاني
- 48 - سيدة نساء أهل الجنة فاطمة بنت محمد
- 49 - رمز الزوجة الصالحة خديجة بنت خويلد
- 50 - أمي ... وأمك عائشة أم المؤمنين
- 51 - واذكر في الكتاب مريم
- 52 - وأوحينا إلى أم موسى
- 53 - آسيا بنت مزاحم
- 54 - ماشطة بنت فرعون [2]
- 55 - العالم الفرنسي موريس بوكاي
- 56 - الصعيدي فاتح إمبراطورية اليابان على أحمد الجرجاوي
- 57 - قاهر التتار سيف الدين قطز
- 58 - سلطان العلماء العز بن عبد السلام
- 59 - شيخ الإسلام أحمد بن تيمية
- 60 - إقليدس العرب ثابت بن قرة
- 61 - أول رائد فضاء في التاريخ عباس بن فرناس
- 62 - مكتشف أمريكا بيري ريس
- 63 - المسلمون الذين لا يعرفهم المسلمون الهنود الحمر
- 64 - رئيس دولة البرازيل الإسلامية زومبي
- 65 - سلطان دولة الفلبين الإسلامية لابو لابو
- 66 - أمير العبيد عبد الرحمن إبراهيم ابن سوري
- 67 - X مالكوم إكس
- 68 - الرئيس الأمريكي المسلم أبراهام لينكون
- 69 - قائد انتفاضة الموريسكيين محمد بن أمية (سليل عائلة الأبطال)
- 70 - الرجل الذي أنقذ تراث الأندلس أبو يوسف يعقوب بن عبد الحق
- 71 - بطل معركة الأرك الخالدة أبو يوسف يعقوب بن يوسف المنصور
- 72 - بطل معركة حطين الباسلة صلاح الدين الأيوبي
- 73 - الشهيد نور الدين الزنكي
- 74 - مؤمنو الفرس
- 75 - الإمام البخاري
- 76 - محدث الأمة محمد ناصر الدين الألباني
- 77 - أبو هريرة
- 78 - الإمام الشوكاني
- 79 - لا يحبهم إلا مؤمن، ولا يبغضهم إلا منافق الأنصار
- 80 -  قائد قوات الكوماندوز الإسلامية محمد بن مسلمة
- 81 -  مدمر الإمبراطورية الفارسية سعد بن أبي وقاص
- 82 - أسود القادسية
- 83 - العرب
- 84 - أعظم شاعر في تاريخ الإنسانية زهير بن أبي سلمى
- 85 - وزراء الإعلام في حكومة محمد بن عبد الله صلى الله عليه وسلم شعراء الرسول صلى الله عليه وسلم
- 86 - الفرسان الثلاثة (زيد بن حارثة - جعفر بن أبي طالب - عبد الله بن رواحة)
- 87 - الرباعي العظيم العبادلة الأربعة
- 88 - الخليفة الناسك هارون الرشيد
- 89 - المحارب الثالث عشر أحمد بن فضلان
- 90 - السلطان العالم أورانج زايب عالم قير
- 91 - قائدي أعظم محمد علي جناح
- 92 - أسد جنوب أفريقيا أحمد ديدات
- 93 - المخلفون الثلاثة
- 94 - مؤسس علم الاقتصاد الإسلامي عبد الرحمن بن عوف
- 95 - نسر تونس الخضراء عبد العزيز الثعالبي
- 96 - قائد ثورة فلسطين عز الدين القسام
- 97 - الخليفة الذي ضحى بالملك من أجل فلسطين عبد الحميد الثاني
- 98 - العثمانيون الجدد (نجم الدين أربكان - رجب طيب أردوغان - عبد الله غول - أحمد داوود أوغلو)
- 99 - جيل الصحوة
- 100 - العظيم المائة؟

## قائمة الشخصيات في الطبعة العاشرة[1]
1. أبو بكر الصديق
2. محمد بن عبد الكريم الخطابي
3. هاجر
4. عمرو بن العاص
5. ملك الحبشة النجاشي (أصحمة بن أبجر)
6. طلحة بن عبيد الله
7. الزبير بن العوام
8. سليم الأول
9. الأخوان بربروسا (عروج بربروس ـ خير الدين بربروس)
10. سليمان القانوني
11. سليمان الحلبي
12. الأمير عبد القادر الجزائري
13. عبد الحميد بن باديس
14. طارق بن زياد
15. موسى بن نصير
16. خالد بن الوليد
17. أبو عبيدة بن الجراح
18. الغلام المجهول
19. عكرمة بن أبي جهل
20. أبو سفيان بن حرب
21. صغاطر
22. عبد الله المايوركي
23. سلمان الفارسي
24. آريوس
25. غلام أصحاب الأخدود
26. عمر المختار
27. عمر بن الخطاب
28. زيد بن عمرو
29. سعيد بن زيد
30. زيد بن الخطاب
31. محمد بن عبد الوهاب
32. عبد الله بن ياسين
33. أبو بكر بن عمر اللنتوني
34. المتوكل بن الأفطس
35. يوسف بن تاشفين
36. عبد الرحمن الناصر
37. عثمان بن عفان
38. معاوية بن أبي سفيان
39. علي بن أبي طالب
40. الحسن بن علي
41. يزيد بن معاوية
42. أبو أيوب الأنصاري
43. محمد الفاتح
44. مراد الثاني
45. فاطمة بنت محمد
46. خديجة بنت خويلد
47. عائشة بنت أبي بكر
48. مريم
49. أم موسى
50. آسية بنت مزاحم
51. علي الجرجاوي
52. سيف الدين قطز
53. العز بن عبد السلام
54. أحمد بن تيمية
55. الزهراوي
56. عباس بن فرناس
57. بيري ريس
58. سلطان بن سيف
59. زومبي
60. لابو لابو
61. عبد الرحمن إبراهيم ابن سوري
62. مالكوم إكس
63. أبراهام لينكولن
64. محمد بن أمية
65. أبو يوسف يعقوب المنصور الماريني
66. أبو يوسف يعقوب المنصور الموحدي
67. صلاح الدين الأيوبي
68. نور الدين زنكي
69. ألب أرسلان
70. نظام الملك الطوسي
71. البخاري
72. الألباني
73. أبو هريرة
74. الشوكاني
75. القعقاع بن عمرو التميمي
76. المثنى بن حارثة الشيباني
77. سعد بن أبي وقاص
78. البراء بن مالك
79. النعمان بن مقرِّن
80. حسين الكردي
81. طرغود باشا
82. قليج علي باشا
83. عبد الله بن سعد بن أبي السرح
84. زهير بن أبي سلمى
85. شعراء الرسول (حسان بن ثابت ـ عبد الله بن رواحة ـ كعب بن مالك ـ كعب بن زهير بن أبي سلمى)
86. الفرسان الثلاثة (زيد بن حارثة ـ جعفر بن أبي طالب ـ عبد الله بن رواحة)
87. الأئمة الأربعة (أبو حنيفة النعمان ـ مالك بن أنس ـ الشافعي ـ أحمد بن حنبل)
88. العبادلة الأربعة (عبد الله بن عمرو بن العاص ـ عبد الله بن عمر ـ عبد الله بن عباس ـ عبد الله بن الزبير)
89. هارون الرشيد
90. أحمد بن فضلان
91. أورانكزيب عالَم قير
92. عبد القدير خان
93. أحمد ديدات
94. المخلفون الثلاثة (كعب بن مالك ـ مرارة بن الربيع ـ هلال بن أمية)
95. عبد الرحمن بن عوف
96. عبد العزيز الثعالبي
97. عبد الحميد الثاني
98. نجم الدين أربكان
99. عبد الرحمن السميط
100. العظيم المائة؟

## النسخة الصوتية
افتتح الكاتب جهاد الترباني قناة على موقع اليوتيوب ومن خلالها قام بنشر الكتاب بالصوت بحيث يروي هو الكتاب ولكن بالصوت ويضيف إليها بعض الصور التوضيحية للمعارك والعظماء والأبطال.